# La Hermandad de la Sábana Santa
La Hermandad de la Sábana Santa es un libro de la autora española Julia Navarro, publicado en 2004.

## Argumento
La novela recrea la investigación de un grupo de policías italianos, encabezado por el detective Marco Valoni y su mano derecha la doctora Sofía Galloni para desentrañar el misterio de los sucesivos percances en la Catedral de Turín que han puesto en riesgo la conocida Sábana Santa. Paralelamente, a modo de flashback, se narra los orígenes de la Síndone, que la autora ubica en la ciudad de Edesa en tiempos del rey Abgaro. Se ha traducido a quince idiomas.

## Ventas
Convertida en un auténtico best seller, el libro alcanzó las 42 ediciones y ha superado el millón de ejemplares vendidos. Se ha traducido a quince idiomas.